# Świerchowa
Świerchowa est une localité polonaise de la gmina d'Osiek Jasielski, située dans le powiat de Jasło en voïvodie des Basses-Carpates.